# Odorrana huanggangensis
Odorrana huanggangensis es una especie de anfibio anuro de la familia Ranidae.

## Distribución geográfica yhábitat
Es endémica de la reserva del monte Wuyi (China). Su rango altitudinal oscila entre 200 y 800 m s. n. m..